# Hercules W2000

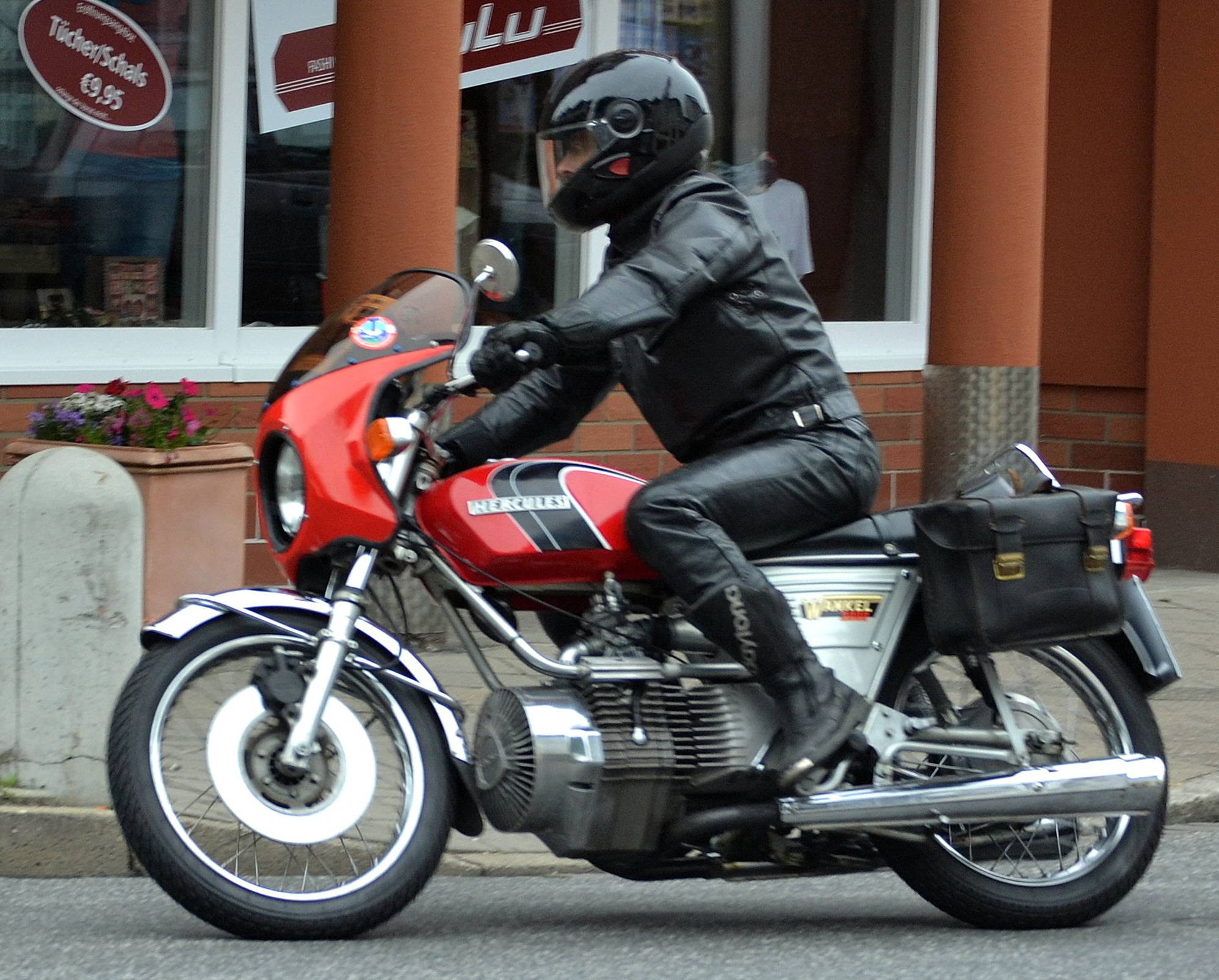
Hercules W2000

Hercules W-2000 era una motocicletta prodotta da Hercules in Germania. Fu la prima moto di produzione con un motore Wankel. Fu progettato alla fine degli anni '60, mostrato per la prima volta in una fiera tedesca nel 1970, la produzione iniziò nel 1974 e fu interrotta nel 1977.

## Sviluppo
Fichtel & Sachs, che divenne la società madre di Hercules, fu il secondo licenziatario del motore Wankel, il 29 dicembre 1960, e Sachs fu il primo produttore di motociclette con una licenza.  Sachs aveva una precedente esperienza con applicazioni Wankel su moto d'acqua e utensili elettrici. Il prototipo di motocicletta Hercules del 1970 aveva la trasmissione a cardano. Potrebbe essere in mostra al Zentrum Industriekultur di Norimberga.

### Motore
Il motore era un Wankel a rotore singolo raffreddato ad aria, progettato da Sachs come motore per motoslitte, che produceva 27–32 CV (20–24 kW) a 6.500 giri / min. Il rotore girava attorno all'asse longitudinale del telaio (vedi motore longitudinale per l'equivalente motore a pistoni), con potenza trasferita alla trasmissione tramite un ingranaggio conico di 90°.
Il rifornimento era originariamente fornito da un carburatore Bing da 32 mm. Un avviamento elettrico con il backup kick starter era standard.

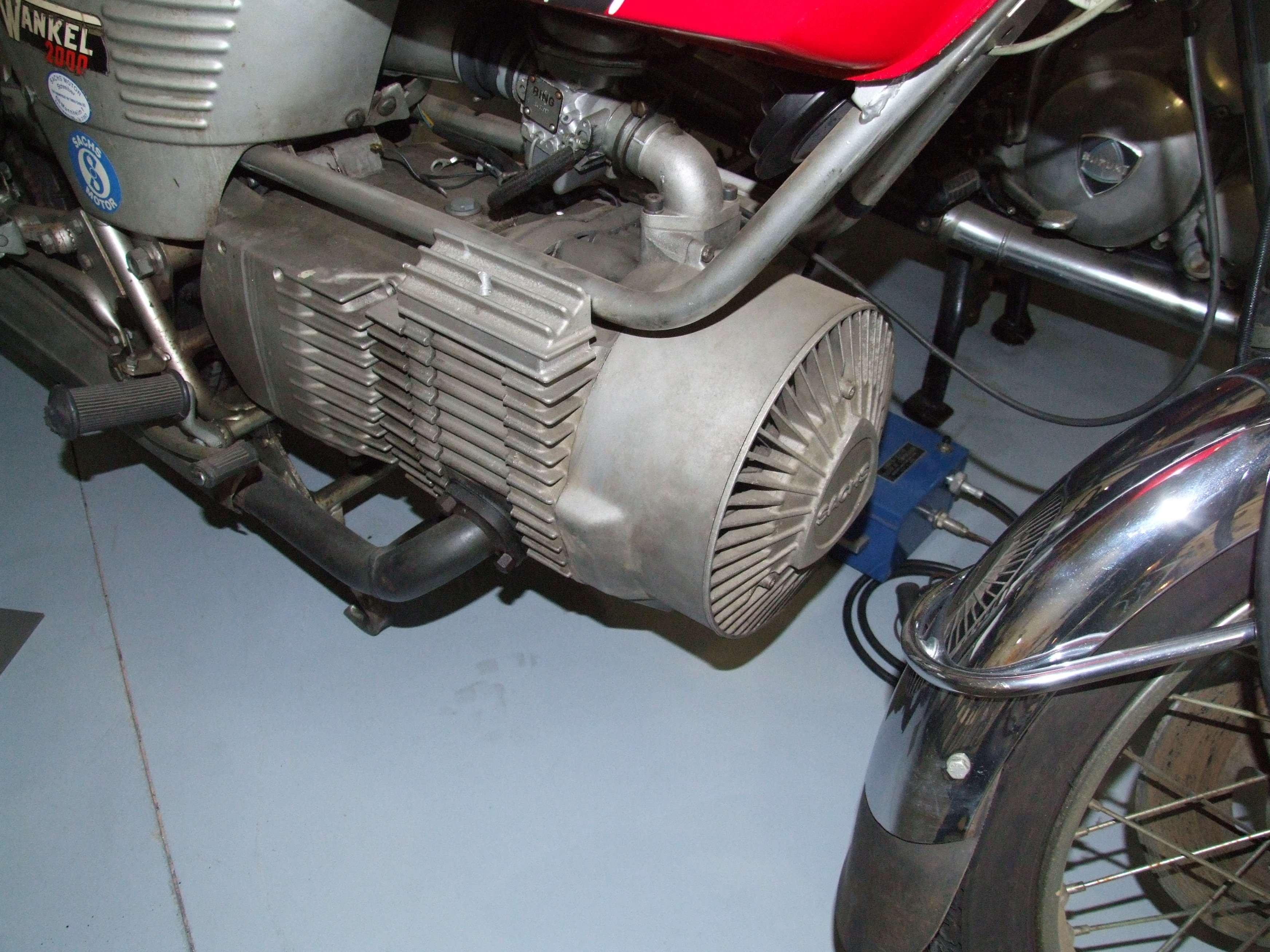
motore Hercules W2000

La benzina doveva essere premiscelata con olio per due tempi fino al 1976, quando furono prodotte altre 199 unità con iniezione automatica d'olio.

## Recensioni
Una recensione contemporanea di Cycle World h ha riassunto la macchina in questo modo: "Meno prestazioni per più soldi porta questa rotativa fuori dal regno della praticità". Ha ricevuto critiche per l'altezza da terra insufficiente e l'accelerazione insignificante.
Una retrospettiva di Rider scritta nel 2015 l'ha definita un "esercizio di semplicità, con un design pulito e essenziale che proietta l'efficienza industriale", soprattutto in contrasto con la Suzuki RE5 sovradimensionata, mentre osservava che entrambe le macchine rotanti sono "'bici orfane ... innovative ma non hanno avuto un successo commerciale". Un'altra retrospettiva del 2008 ha evidenzoato gli alti costi di assicurazione (a causa di un errato calcolo del volume utile del motore che la classificava con le moto da un litro di cilindrata considerate ad alto rischio) e ha detto "Ogni acquirente con un briciolo di buon senso, o logica, ha evitato la Hercules come la peste e la moto è stata venduta solo a veri fanatici del motociclismo che si dilettavano nell'assurdamente eccentrico".

## Esposizioni museali
Alcuni esempi sono al Deutsches Museum di Monaco, in Germania; Deutsches Zweirad-und NSU-Museum a Neckarsulm, Germania; Museum Autovision di Altlußheim, Germania; Barber Vintage Motorsports Museum di Birmingham, Alabama; L'Ontario Science Centre a Toronto, Canada; Museo Motorcyclepedia di New York; National Motorcycle Museum in Iowa; e un museo a Grassmere, in Australia.